# الشراكة العابرة للمحيط الهادئ
الشراكة العابرة للمحيط الهادئ (بالإنجليزية: The Trans-Pacific Partnership، واختصارًا: TPP) هو اتفاق تجارة مقترح وقَّعت عليه كل من أستراليا، وبروناي، وكندا، وتشيلي، واليابان، وماليزيا، والمكسيك، ونيوزيلندا، وبيرو، وسنغافورة، وفيتنام، والولايات المتَّحدة بتاريخ 4 فبراير عام 2016. لم يُصدَّق على الاتفاق كما كان مُقرَّرًا له ولم يدخل حيز التنفيذ. جاء هذا على خلفية إصدار الرئيس الأمريكي المُنتخب حديثًا آنذاك دونالد ترامب قرارًا بسحب توقيع الولايات المتَّحدة من الاتفاق في يناير عام 2017. دخلت الدول المتبقيَّة في مفاوضات لاعتماد اتفاق تجارة جديد تحت مسمى الاتفاق الشامل والتقدميّ للشراكة العابرة للمحيط الهادئ التي شملت معظم أحكام الشراكة العابرة للمحيط الهادئ. دخل الاتفاق الجديد حيز التنفيذ بتاريخ 30 ديسمبر عام 2018.
يعود أصل اتفاق الشراكة العابرة للمحيط الهادئ بالأصل إلى توسيع مضاف على اتفاقية الشراكة الاقتصاديَّة الاستراتيجيَّة العابرة للمحيط الهادئ التي وقَّعتها كل من بروناي، وتشيلي، ونيوزيلندا، وسنغافورة في عام 2005. انضمت دولة تلو الأخرى لهذه المجموعة بدءًا من عام 2008 سعيًا لمناقشة اعتماد اتفاق أكثر شموليَّة. وهكذا انضمت كل من أستراليا، وكندا، واليابان، وماليزيا، والمكسيك، وبيرو، والولايات المتحدة، وفيتنام ما رفع عدد الدول الداخلة في مفاوضات هذا الاتفاق الواعد إلى اثنتي عشر دولة. أعلنت الولايات المتحدة عن انسحابها من الاتفاق في شهر يناير من عام 2017. وفي مايو عام 2017، وافقت الدول الأحد عشر الأخرى الداخلة في الاتفاق على إحياءه، وتوَّصلت إلى اتفاق في يناير عام 2018. وفي مارس عام 2018، وقَّعت أحد عشر دولة على النسخة المنقَّحة من الاتفاق التي حملت اسم الاتفاق الشامل والتقدميّ للشراكة العابرة للمحيط الهادئ. في 30 ديسمبر عام 2018، دخل الاتفاق الجديد حيز التطبيق في الدول التي صدَّقت عليه وهي ستة دول (أستراليا، وكندا، واليابان، والمكسيك، ونيوزيلندا، وسنغافورة).
تضَّمن الاتفاق الأصلي تدابير هدفت لخفض كلًا من الحواجز غير الجمركيَّة والتعريفيَّة على التجارة، ووضع آلية لتسوية المنازعات الحاصلة بين المستثمرين والدول. خلصت اللجنة الدوليَّة الأمريكيَّة للتجارة، ومعهد بيترسون للاقتصاد الدولي، والبنك الدولي، ومكتب كبير الاقتصاديين في وزارة الشؤون العالميَّة الكنديَّة أنَّ الاتفاق النهائي سيعود في حال التصديق عليه بنتائج اقتصاديَّة إيجابيَّة صافيَّة على جميع الأطراف الموقِّعة عليه. في حين وجد تحليل أجراه عالميّ اقتصاد في جامعة تافتس استخدما فيه منهجية بديلة إلى أنَّ الاتفاق سيؤثر سلبًا على الموقِّعين. رأى العديد من المراقبين أنَّ أهمية الصفقة التجاريَّة تنبع من خلال ما كانت سوف تؤديه من الناحية الجيوسياسيَّة وهو تقليل اعتماد الموقِّعين على التجارة الصينيَّة وتقريبهم من الولايات المتحدة.

## العضوية

الأطراف
الموقّعون
الموقّعون المنسحبون

شاركت اثنتا عشر دولة في مفاوضات الشراكة العابرة للمحيط الهادئ: كان أولهم الأطراف الأربعة الموقِّعة على اتفاقية الشراكة الاقتصاديَّة الاستراتيجيَّة العابرة للمحيط الهادئ بالإضافة إلى ثمانية دول أخرى. وقَّعت جميع هذه الدول الثمانية على الشراكة العابرة للمحيط الهادئ بتاريخ 4 فبراير عام 2016. تقرر دخول الاتفاق حيز النفاذ بعد التصديق جميع الموقِّعين عليه في حال حدوث هذا خلال مدة لا تتجاوز العامين من تاريخ توقيعه. كان من شأن الاتفاق دخول حيز التنفيذ في حال عدم تصديق جميع الموقِّعين عليه قبل يوم 4 فبراير عام 2018 عند تصديق ما لا يقل عن ستة دول كحد أدنى شريطة ألَّا يقل نسبة مجموع قيم نواتجها المحليَّة الإجماليَّة عن 85% من إجمالي الناتج المحلي لجميع الموقِّعين. أدَّى انسحاب الولايات المتحدة من الاتفاق في شهر يناير من عام 2017 إلى القضاء على آمال دخول الاتفاق حيز النفاذ. دفع انسحاب الأمريكيين الأطراف المتبقيَّة إلى التفاوض فيما بينها والتوصل إلى نسخة جديدة من الاتفاق لا ترد فيها جزئية بلوغ مجموع الناتج المحلي الإجمالي عتبة 85% تحت اسم الاتفاق الشامل والتقدمي للشراكة العابرة للمحيط الهادئ. دخل الاتفاق الجديد حيز التنفيذ في شهر ديسمبر من عام 2018.
| البلد     | الوضع في اتفاق الشراكة الاقتصاديَّة الاستراتيجيَّة (2005) | بداية مفاوضات الانضمام للشراكة | التوقيع على الاتفاق |
| --------- | ----------------------------------------------------- | ------------------------------ | ------------------- |
| سنغافورة  | طرف (28 مايو 2006)                                    | فبراير 2008                    | 4 فبراير 2016       |
| بروناي    | طرف (28 مايو 2006)                                    | فبراير 2008                    | 4 فبراير 2016       |
| نيوزيلندا | طرف (12 يوليو 2006)                                   | فبراير 2008                    | 4 فبراير 2016       |
| تشيلي     | طرف (8 نوفمبر 2006)                                   | فبراير 2008                    | 4 فبراير 2016       |
| أستراليا  | غير طرف                                               | نوفمبر 2008                    | 4 فبراير 2016       |
| بيرو      | غير طرف                                               | نوفمبر 2008                    | 4 فبراير 2016       |
| فيتنام    | غير طرف                                               | نوفمبر 2008                    | 4 فبراير 2016       |
| ماليزيا   | غير طرف                                               | أكتوبر 2010                    | 4 فبراير 2016       |
| المكسيك   | غير طرف                                               | أكتوبر 2012                    | 4 فبراير 2016       |
| كندا      | غير طرف                                               | أكتوبر 2012                    | 4 فبراير 2016       |
| اليابان   | غير طرف                                               | مايو 2013                      | 4 فبراير 2016       |

### العضو الوحيد المنسحب
في 23 يناير عام 2017، وقَّع الرئيس الأمريكي دونالد ترامب مذكرة رئاسيَّة توعز بتراجع الولايات المتَّحدة عن توقيعها على الاتفاق، مما جعل التصديق عليه كما كان الحال عليه في فبراير عام 2016 أمرًا شبه مستحيل تقريبًا.
| البلد            | الوضع في اتفاق الشراكة الاقتصاديَّة الاستراتيجيَّة (2005) | بداية مفاوضات الانضمام للشراكة | التوقيع على الاتفاق | الانسحاب      |
| ---------------- | ----------------------------------------------------- | ------------------------------ | ------------------- | ------------- |
| الولايات المتحدة | غير طرف                                               | فبراير 2008                    | 4 فبراير 2016       | 23 يناير 2017 |

في 13 أبريل عام 2018، قال ترامب إن الولايات المتَّحدة قد ترجع لتنضم مجددًا باتفاق الشراكة العابرة للمحيط الهادئ.

### أعضاء محتملون
يمكن لأي عضو من أعضاء منتدى التعاون الاقتصادي لدول آسيا والمحيط الهادئ الانضمام إلى الاتفاق. كما يجوز لأي ولاية أخرى قضائيَّة الانضمام بعد حصولها على موافقة أعضاء الاتفاق الحاليين. تباشر لجنة مؤلَّفة من أطراف المعاهدة التفاوض حول شروط الانضمام بعد تقديم الطرف لطلب العضوية.
على سبيل المثال، لم تشارك كوريا الجنوبيَّة في اتفاق عام 2006 في بادئ الأمر، بيدَّ أنَّها أبدت اهتمامًا بالدخول في الشراكة العابرة للمحيط الهادئ. وهكذا وجَّهت الولايات المتَّحدة دعوة لكوريا الجنوبيَّة للانضمام إلى جولات مفاوضات اتفاق الشراكة العابرة للمحيط الهادئ في شهر ديسمبر من عام 2010، على خلفية نجاح إبرام البلدين لاتفاقية التجارة الحرَّة الموقَّعة فيما بينهما. كانت كوريا الجنوبيَّة تتمتَّع أصلًا بعلاقات تجاريَّة ثنائيَّة مع بعض أعضاء اتفاق الشراكة على شكل مجموعة من الاتفاقات المُوقَّعة. بيدَّ أنَّ مجالات مثل تصنيع السيارات والقطاع الزراعي كانت لا تزال بحاجة إلى التوصل إلى الاتفاق بشأنها. وهذا ما جعل مفاوضات الشراكة العابرة للمحيط الهادئ مُتعددة الأطراف معقَّدة إلى حد ما. كان من المحتمل انضمام كوريا الجنوبيَّة إلى الشراكة العابرة للمحيط الهادئ كجزء من دفعة ثانيَّة من البلدان هدفت إلى توسيع الاتفاق.
تعدّ كلًا من تايوان، والفلبين، وكولومبيا من بين البلدان الأخرى التي أبدت اهتمامها بالدخول في عضوية الشراكة حتى عام 2010. في حين عبَّرت تايلاند عن اهتمامها بفكرة الانضمام للاتفاق اعتبارًا من عام 2012. وتبِعها كل من إندونيسيا وبنغلاديش والهند الذين أبدوا كذلك اهتمامهم بالأمر اعتبارًا من عام 2013. وفقًا لأستاذ القانون إدموند سيم فإنَّ العديد من هذه البلدان ستحتاج إلى تغيير سياساتها التجاريَّة الحمائيَّة في حال كانت تريد فعلًا الانضمام إلى الشراكة العابرة للمحيط الهادئ.
كانت الصين أكبر اقتصاد من بين البلدان المطِّلة على المحيط الهادئ، والتي لم تشارك في مفاوضات الاتفاق. يكمن التحدي الأساسي لمشروع الشراكة العابرة للمحيط الهادئ فيما يتعلق بالصين وفقًا لما ذكرته مؤسسة بروكينغز في عام 2013 في أنَّه "قد لا يشكل إغراءًا قويًا بما يكفي لدفع الصين إلى التوقيع على هذه المعايير الجديدة بشأن التجارة والاستثمار. كان رد فعل الصين حتى الآن هو تسريعها لمبادراتها التجاريَّة في آسيا. في عام 2013، سرى الاعتقاد بأنَّ الصين قد ربما لا تزال مهتَّمة بالانضمام إلى الاتفاق في نهاية المطاف. أظهر تحليل أكاديمي درس فكرة مشاركة الصين في الشراكة العابرة للمحيط الهادئ أنَّ انضمامها من شأنه رفع مستوى النجاح الذي سيحققه الاتفاق، ولكنه وجد أنَّ الفوائد التي ستعود على الصين كانت غير ملموسة.
في أكتوبر عام 2015، أعلن الرئيس الإندونيسي جوكو ويدودو عن نية بلاده الانضمام إلى الشراكة العابرة للمحيط الهادئ.
كما أعلنت سريلانكا عن رغبتها في الانضمام إلى الاتفاق وقامت بمباشرة دراسة جدوى في الأمر.
| البلد           | الوضع في اتفاق الشراكة الاقتصاديَّة الاستراتيجيَّة (2005) | الوضع في الشراكة العابرة للمحيط الهادئ | تاريخ الإعلان |
| --------------- | ----------------------------------------------------- | -------------------------------------- | ------------- |
| كولومبيا        | غير طرف                                               | أعلنت اهتمامها                         | يناير 2010    |
| الفلبين         | غير طرف                                               | أعلنت اهتمامها                         | سبتمبر 2010   |
| تايلاند         | غير طرف                                               | أعلنت اهتمامها                         | نوفمبر 2012   |
| تايوان          | غير طرف                                               | أعلنت اهتمامها                         | سبتمبر 2013   |
| كوريا الجنوبية  | غير طرف                                               | أعلنت اهتمامها                         | نوفمبر 2013   |
| إندونيسيا       | غير طرف                                               | أعلنت نيتها الانضمام                   | أكتوبر 2015   |
| سريلانكا        | غير طرف                                               | أعلنت اهتمامها                         | نوفمبر 2015   |
| المملكة المتحدة | غير طرف                                               | أعلنت نيتها الانضمام                   | يونيو 2020    |
| الصين           | غير طرف                                               | أعلنت نيتها الانضمام                   | نوفمبر 2020   |

## التاريخ

### اتفاق الشراكة الاقتصادية الاستراتيجية العابرة للمحيط الهادئ
كان كل من بروناي، وتشيلي، وسنغافورة، ونيوزيلندا أطرافًا في اتفاق الشراكة الاقتصاديَّة الاستراتيجيَّة العابرة للمحيط الهادئ الذي وُقِّعَ عليها عام 2005، لتدخل حيز التنفيذ في عام 2006. احتوت النسخة الأصليَّة من اتفاق الشراكة الاقتصاديَّة الاستراتيجيَّة العابرة للمحيط الهادئ على بندٍ خاصٍ بعملية الانضمام يؤكِّد على «التزام الأعضاء بتشجيع الاقتصادات الأخرى على الانضمام إلى هذا الاتفاق». كان هذا الاتفاق شاملًا حيث غطَّى تجارة السلع، وقواعد منشأها، والمعالجات التجاريَّة، وتدابير الصحة والصحة النباتيَّة، والحواجز التقنيَّة المفروضة على التجارة، وتجارة الخدمات، والملكية الفكريَّة، والتوريد الحكوميّ، وسياسة المنافسة. دعا الاتفاق إلى عدة أمور من ضمنها تخفيض جميع التعريفات الجمركيَّة بين البلدان الأعضاء بنسبة 90 بالمئة بحلول 1 يناير عام 2006. كما دعا إلى خفض جميع التعريفات التجاريَّة إلى الصفر بحلول عام 2015.
لم يكن اتفاق الشراكة الاقتصاديَّة الاستراتيجيَّة العابرة للمحيط الهادئ مبادرة صادرة عن منتدى التعاون الاقتصادي لآسيا والمحيط الهادئ. وهذا رغم أنَّ جميع الأطراف الأصليَّة والمتفاوضة على هذا الاتفاق كانوا أعضاء في منتدى التعاون الاقتصادي لآسيا والمحيط الهادئ. إلَّا أنَّ الشراكة العابرة للمحيط الهادئ تُعدّ بمثابة مستكشف لآفاق فكرة منطقة التجارة الحرَّة المقترحة لمنطقة آسيا والمحيط الهادئ وهي مبادرة طرحها منتدى التعاون الاقتصادي لآسيا والمحيط الهادئ.

### المفاوضات الأولية
في يناير عام 2008، دخلت الولايات المتَّحدة في محادثات حول تحرير التجارة في قطاع الخدمات الماليَّة مع أعضاء دول مجموعة الأربع المطِّلة على المحيط الهادئ. وقد أدَّى ذلك إلى عقد تسعة عشر جولة مفاوضات رسميَّة، تبِعها سلسلة من الاجتماعات الإضافيَّة مثل اجتماعات كبار المفاوضين والاجتماعات الوزاريَّة. أسفر تضافر هذه الجهود المبذولة في نهاية المطاف إلى الإعلان عن الاتفاق بتاريخ 5 أكتوبر عام 2015.

### التصديق على الاتفاقية الأصليَّة
صدَّقت كل من اليابان ونيوزيلندا على النسخة الأصليَّة من الاتفاق.
هذا وتُعدّ الصين منافس اليابان الرئيسي في المنطقة. آراء هذين البلدين إزاء الكيفية التي يمكن من خلالها تطوير اقتصاد جنوب شرق آسيا مختلفة كليًا. حاولت اليابان قبل ظهور فكرة اتفاق الشراكة العابرة للمحيط الهادئ تحقيق الهيمنة الاقتصاديَّة على مستوى المنطقة من خلال إنشاءها صندوق النقد الآسيوي الذي قوبل بمعارضة الولايات المتَّحدة التي حدَّت من استمراريته. استطاعت اليابان بحلول عام 2011 إبرام اتفاق تعاون مع الصين وكوريا الجنوبيَّة حمل مسمَّى «اتفاق التجارة الحرَّة بين جمهورية الصين الشعبيَّة واليابان وجمهورية كوريا». لم يشمل هذا الاتفاق الولايات المتحدة. ابتغت اليابان من هذا استخدام ورقة جمهورية الصين الشعبيَّة من أجل تحويل مفاوضات الشراكة العابرة للمحيط الهادئ بعيدًا عن الصين، وأخذها نحو الأجندة التي تصب في مصلحة اليابان، بدعم من الولايات المتحدة. تطلب تصديق اليابان على الاتفاق تنفيذ الأخيرة لمجموعة من الإصلاحات السياسيَّة التي نقلت بعضًا من الصلاحيات المسندة إلى وزارة الزراعة اليابانيَّة لتصبح بيد رئيس الوزراء. صيغ مشروع قرار مشاركة اليابان في مجلس المستشارين بتاريخ 9 ديسمبر عام 2016، ليتم الإخطار باستكمال الإجراءات المحليَّة الخاصّة بعملية التصديق إلى مودع المعاهدة (نيوزيلندا) لتصبح اليابان أول دولة صدَّقت عليها بتاريخ 20 يناير عام 2017.
صدَّقت نيوزيلندا على الشراكة العابرة للمحيط الهادئ بتاريخ 11 مايو عام 2017. سعت رئيسة الوزراء جاسيندا أرديرن إلى إعادة التفاوض على الاتفاق في فيتنام خلال الوقت المناسب لجعل الحكومة تفرض حظرًا على المضاربين الأجانب يمنعهم من شراء المنازل الجاهزة في نيوزيلندا. وصرَّحت في هذا الصدد قائلةً: «وجهة نظرنا هي أنَّه سيكون بمقدورنا تحقيق التوازن بين رغبتنا في التأكد من تأمين إسكان ميسور التكلف من خلال تخفيف الطلب وحظر المضاربين الأجانب من شراء المنازل القائمة، مع تحقيق أهدافنا التجاريَّة».

### انسحاب الولايات المتحدة من الاتفاق
تعهد مرشح الحزب الجمهوريّ دونالد ترامب في خطاب ألقاه خلال الحملة الرئاسيَّة عام 2016 بسحب الولايات المتَّحدة من الشراكة العابرة للمحيط الهادئ في حال انتخابه رئيسًا. اعتبر ترامب بأنَّ الاتفاق من شأنه تقويض الاقتصاد الأمريكي واستقلاله. قدَّم ترامب استراتيجيته الاقتصاديَّة القائمة على مبدأ «وضع أمريكا أولًا» في رسالة وجَّهها عبر الفيديو بتاريخ 21 نوفمبر عام 2016، مشيرًا إلى نيته الدخول في مفاوضات لـ«صفقات تجاريَّة ثنائيَّة عادلة» من شأنها إرجاع ما خسرته البلاد من وظائف ومصانع إلى الأراضي الأمريكيَّة. أكَّد ترامب اعتزامه سحب الولايات المتَّحدة من الشراكة العابرة للمحيط الهادئ كجزء من خطته هذه في أول يوم له كرئيس للبلاد. في حين أكَّد زعيم الجمهوريين في مجلس الشيوخ ميتش مكونيل عدم النظر في أمر الشراكة العابرة للمحيط الهادئ خلال جلسة البطة العرجاء التي عقدها الكونغرس قبل تنصيب ترامب رئيسًا.
في 23 يناير عام 2017، وقَّع الرئيس ترامب مذكرة رئاسيَّة أوعزت بسحب الولايات المتَّحدة من الشراكة العابرة للمحيط الهادئ. انتقد عضو مجلس الشيوخ الأمريكي جون ماكين سحب ترامب للبلاد من الاتفاق قائلًا: «من شأن هذا إرسال إشارة مقلقة عن فك الارتباط الأمريكي من منطقة آسيا والمحيط الهادئ في أكثر وقت لا نستطيع فيه تحمل هذا». أشاد عضو مجلس الشيوخ الأمريكي بيرني ساندرز بهذه الخطوة قائلًا «عقدنا على مدى الثلاثين عامًا الماضية سلسلة من الصفقات التجارية [...] التي كلفتنا الملايين من الوظائف ذات الأجر اللائق وتسببت في» سباق صوب القاع «مما أدى إلى خفض أجور العمَّال الأمريكيين».

### الرأي العام الأمريكي
وجد باحثون في دراسة أجروها حول موضوع التجارة الخارجيَّة العامة عام 2018 أنَّ غالبية كبيرة من البالغين في الولايات المتَّحدة يرون أن التجارة الخارجيَّة تفضي إلى نمو الولايات المتحدة أكثر من كونها تهديدًا خارجيًا. أمَّا في السياق الدولي فيُعدّ الأمريكيون عمومًا من بين الأقل دعمًا للشراكة العابرة للمحيط الهادئ، وهناك انقسام حزبي واضح بين الأمريكيين إزاء دعم اتفاق التجارة هذا.
عبَّر الرئيس دونالد ترامب عن معارضته للشراكة العابرة للمحيط الهادئ حيث كانت هذه النقطة من بين أبرز ما جاء في برنامجه الانتخابي خلال انتخابات عام 2016، مما أسهم في زيادة شعبيته بين الناخبين.
كان مأخذ بعض النقَّاد على ترامب في أنَّ انسحاب الولايات المتَّحدة من الشراكة العابرة المحيط الهادئ أضعف من فعاليَّة المعاهدة التي وضِعتْ لاحتواء النفوذ الاقتصادي والجيواستراتيجي للصين، وهو ما كان هدفًا سعى ترامب لتحقيقه.

### المفاوضات الجديدة والاتفاق الشامل والتقدمي للشراكة العابرة للمحيط الهادئ
واجهت الشراكة العابرة للمحيط الهادئ مستقبلًا مجهولًا بعد انسحاب الولايات المتحدة منها. بيدَّ أنَّ العديد من الموقِّعين أعربوا على نيتهم إعادة صياغة اتفاق الشراكة العابر للمحيط الهادئ دون مشاركة الولايات المتحدة.
في يناير عام 2018، أعلنت الدول الإحدى عشرة المتبقيَّة عن اعتمادها نسخة منقَّحة من الاتفاق أعيد تسميتها تحت مسمَّى «الاتفاق الشامل والتقدميّ للشراكة العابرة للمحيط الهادئ». لا يختلف الاتفاق الجديد عن سابقه اختلافًا كبيرًا سوى في إسقاطِه لعشرين بندًا كان موجودًا في الشراكة العابرة للمحيط الهادئ. كانت هذه البنود المحذوفة قد أُدرِجت ضمن الاتفاق السابق بعدما أصرَّت الولايات المتَّحدة على تضمينهم. تتناول هذه البنود على نحو أساسي قواعد وتنظيمات تتعلق بالاستثمار، والتوريد الحكومي، والملكية الفكريَّة.
أجرت المملكة المتَّحدة محادثات غير رسميَّة من أجل الانضمام إلى مفاوضات النسخة الجديدة من الاتفاق بعد خروج بريطانيا من الاتحاد الأوروبي، حيث أعربت عن اهتمامها بالانضمام إلى الاتفاق.

## مضمون الاتفاق
نشرت الدول المشاركة نسخة من نص الاتفاق «تخضع للمراجعة القانونيَّة» بتاريخ 5 نوفمبر عام 2015. هذا وقد سُرّبِت أجزاء من مسودات الاتفاق الكامل للعامَّة في السابق. وضِعت العديد من البنود الواردة في المستندات المسرَّبة على غرار اتفاقيات التجارة السابقة.
تتجاوز محتويات الشراكة العابرة للمحيط الهادئ المعايير التي صاغتها منظَّمة التجارة العالميَّة. تتضمن اتفاقية الشراكة العابرة للمحيط الهادئ قائمة سلبيَّة بجميع القطاعات المشمولة تحت هدف تحرير التجارة عدا تلك المذكورة وضوحًا. يتضمن اتفاق الشراكة العابرة للمحيط الهادئ لوائح جديدة لإجراء التجارة عبر الإنترنت، ومعاملة المستثمرين الأجانب، وحماية أكثر شمولًا لحقوق الملكية الفكريَّة، وقوانين عمَّاليَّة، واتفاقية التزام الحياد فيما يتعلق بالمؤسَّسات المملوكة من قبل الدولة.
وجدت دراسة أجراها العالِميّن السياسيّين بجامعة ماريلاند تود آلي وأندرو لوج في عام 2016 أنَّ نص اتفاق الشراكة العابرة للمحيط الهادئ كان أكثر نص مشابه للاتفاقات التجاريَّة الأمريكيَّة السابقة من بين اتفاقات التجارة الأربع وسبعون السابقة التي وقَّعها الدول الأعضاء في الشراكة العابرة للمحيط الهادئ منذ عام 1995. كما وجدت دراسة أخرى أجريت عام 2017 تسجيل الشراكة العابرة للمحيط الهادئ لدرجات عاليَّة من حيث قدرة الحكومة على أخذ حريتها في التشريع بالمقارنة مع اتفاقات التجارة الأخرى، وتنفيذ اللوائح في القطاع المرغوب من قطاعات السياسة العامة.

### الحواجز الجمركية
خفَّض اتفاق الشراكة العابرة للمحيط الهادئ أكثر من ثمانية عشر ألف فئة من التعريفات الجمركيَّة. ألغى الاتفاق الرسوم الجمركيَّة المفروضة على الغالبية الساحقة للمنتجات الزراعيَّة الأمريكية. إضافة إلى إلغاءه الرسوم المفروضة على جميع السلع المصنَّعة في الولايات المتَّحدة. كان قد تقرر نفاذ معظم عمليات شطب الرسوم بصورة فوريَّة. قدَّرت هيئة خدمة أبحاث الكونغرس أنَّ اتفاق الشراكة العابرة للمحيط الهادئ سيكون «أكبر اتفاق تجارة حرَّة مرَّ على الولايات المتَّحدة من حيث قيمة التدفق التجاري (ما تصل قيمته إلى 905 مليار دولار في صادرات السلع والخدمات الأمريكيَّة، إضافةً إلى 980 مليار دولار من الواردات في عام 2014)». يمثِّل الموقِّعون على الاتفاق (مع احتساب الولايات المتَّحدة) ما يقرب من 40% من الناتج المحلي الإجمالي للعالم بأسره، وما يعادل ثلث التجارة العالميَّة.
كذلك ينص الاتفاق على تطبيق إجراءات جمركيَّة معجَّلة على الشحنات السريعة، ويحظر فرض رسوم جمركيَّة على عمليات الإرسال الإلكترونيَّة. كما يشترط الاتفاق العمل بإجراءات إضافيَّة من الخصوصية، والأمان، وحماية المستهلك، للمعاملات عبر الإنترنت، ويشجِّع على نشر صيغ مستندات المعاملات الجمركيَّة عبر الإنترنت. من المتوقع إفادة هذه الأحكام للشركات والمشاريع الصغيرة على نحوٍ خاص.

### الحماية البيئية
يحوي اتفاق الشراكة العابرة للمحيط الهادئ مجموعة من «أقوى الالتزامات البيئيَّة القابلة للتنفيذ من بين اتفاقات التجارة الموقَّعة عبر التاريخ» وفقًا لمكتب ممثل الولايات المتَّحدة التجاري. أشار مكتب الممثل التجاري إلى حقيقة اشتراط الاتفاق من الموقِّعين عليه الوفاء بالتزاماتهم بموجب اتفاقية التجارة الدوليَّة بأنواع الحيوانات والنباتات البريَّة المهدَّدة بالانقراض الهادفة إلى حماية الأنواع الحيَّة المميزة والحفاظ عليها. وفقًا لما ذكره مكتب الممثل التجاري فإن الشراكة العابرة للمحيط الهادئ هي أول اتفاق تجاري يحظر تقديم الإعانات لمصايد الأسماك الضارة كمثل التي تساهم في الصيد الجائر للأسماك. أكَّد مكتب الممثل التجاري أن اتفاق الشراكة العابرة للمحيط الهادئ يفرض على الدول الموقِّعة مكافحة صيد السمك غير المشروع، وتعزيز ممارسات الإدارة المستدامة لمصايد الأسماك، وحماية الأراضي الرطبة والمناطق الطبيعيَّة الهامَّة، ومكافحة الاتّجار بأشكال الحياة البريَّة، وقطع الأشجار غير المشروع، وصيد السمك غير المشروع، وحماية البيئة البحريَّة من تلوث السفن، بما في ذلك عن طريق تنفيذ التزاماتهم بموجب الاتفاقية الدولية لمنع تلوث البحر من السفن (اتفاقية ماربول).
رأى الأكاديميان مورين وبومييه من المجلس البحثي في الاقتصاد السياسي الدولي الكندي في رأيهما للمركز الدولي للتجارة والتنمية المستدامة أنَّ عدد قليل جدًا من المعايير البيئيَّة الواردة في الشراكة العابرة للمحيط الهادئ أتت بجديد، وهذا رغم احتواء الاتفاق على عدد ليس بالقليل من الأحكام البيئيَّة ومجموعة واسعة من مجالات الحماية البيئَّة حيث أنَّ معظم هذه الأحكام نُقِلت كما هي من اتفاقات أمريكيَّة سابقة، وعليه فقد فوتت الشراكة فرصة إحداث مساهمة أصيلة وتقدميَّة على صعيد الأجندة البيئيَّة. بيد أنَّ الاتفاق مبتكر من ناحية توظيفه لمجموعة متمازجة من المقاربات الأمريكيَّة والأوروبيَّة في مجال حماية البيئة. ومن خلال ذلك كانت الشراكة العابرة للمحيط الهادئ أكثر تفصيلًا وتخصيصًا بالمقارنة مع الاتفاقات الأمريكيَّة العاديَّة، بنفس الوقت الذي كانت فيه قابلية تطبيقها القانونيَّة على أرض الواقع أعلى من الاتفاقات الأوروبيَّة.
قالت مديرة التجارة المسؤولة في منظَّمة نادي سييرا إيلانا سولومون حول الشراكة العابرة للمحيط الهادئ حينما كانت لا تزال في طور التفاوض في عام 2013: «من شأنها تهديد مناخنا وبيئتنا [وما بها] من استحقاقات جديدة ستكون من نصيب الشركات، وقيود جديدة على مجال الوقود الأحفوري سيكون لها جميعًا تأثير كبير على مناخنا ومياهنا وأراضينا». انضم مجلس الدفاع عن الموارد الطبيعيَّة والصندوق العالمي للطبيعة إلى نادي سييرا في انتقاد الاتفاق عقب نشر مسودة الفصل البيئي في شهر يناير من عام 2014. تناقش النقَّاد في التداخل والتضارب ما بين أهداف الأمم المتحدة للتنمية المستدامة والشراكة العابرة للمحيط الهادئ. جاء هذا على خلفية إعلان الأمم المتحدة عن الأهداف بتاريخ 25 سبتمبر عام 2015 قبل أسبوع من وضع اللمسات الأخيرة على اتفاق الشراكة. أشار أحد النقَّاد إلى احتواء الاتفاق على سلبياته وإيجابياته فيما يتعلق باتباع أهداف التنمية المستدامة. في حين اعتبر ناقد آخر الاتفاق غير متوافق بتاتًا مع أهداف التنمية المستدامة، ملقيًا الضوء على أنَّه في حال حدوث أي تعارض بين ما جاء في أحكام الاتفاق التنمويَّة وأي جانب آخر من جوانب الاتفاق، فإنَّ الجانب الآخر دائمًا سيحتل الأولوية. كما انتقدت منظمة أصدقاء الأرض الدوليَّة الاتفاق.
استشهد البيت الأبيض خلال إدارة أوباما بتصريحات داعمة للاتفاق ذكرتها منظمات وهيئات بيئيَّة عدة مثل الصندوق العالمي للطبيعة، ومنظَّمة الحفاظ على الطبيعة، والجمعية الإنسانيَّة الأمريكيَّة، وجمعية الحفاظ على الحياة البريَّة، ومنظَّمة المدافعين عن الحياة البريَّة، والجمعية العالميَّة لحماية الحيوان، والصندوق الدولي للعناية بالحيوان، وغيرها من المجموعات البيئية. اعتبر معهد بيترسون للاقتصاد الدولي اتفاق الشراكة العابرة للمحيط الهادئ «أكثر اتفاق تجاري صديق للبيئة جرى التفاوض عليه على الإطلاق.» لاحظ معهد بيترسون فيما يتعلق بناحية تسوية المنازعات بين الدولة والمستثمر، عدم وجود أدلة ملموسة تثبت حدوث نزاعات قانونية بين الشركات والدول نتيجة القيود المفروضة على السياسات البيئيَّة.
في سبتمبر عام 2016، توقع التقرير الصادر عن معهد الزراعة والسياسة التجاريَّة تصاعد التضارب ما بين القواعد التجاريَّة والأهداف المناخيَّة مع اتجاه البلدان نحو اعتماد مزيد من الإجراءات الهادفة لحماية المناخ.:1 أشار التقرير إلى كيف أنَّ الاتفاقات التجاريَّة مثل الشراكة العابرة للمحيط الهادئ تفرض قواعد واسعة وشاملة تتحدد من خلالها السياسات الاقتصاديَّة والحكوميَّة التي غالبًا ما تكون نتيجتها توسيع التجارة في القطاعات الاستخراجيَّة، وحماية الشركات والمؤسسات الماليَّة من الإجراءات والتدابير المستقبليَّة الهادفة لإرساء الاستتباب المناخي.

### الحكم الرشيد
يتعين على الموقِّعين على الاتفاق وفقًا لما ذكره مكتب الممثل التجاري الأمريكي، الانضمام إلى اتفاقية الأمم المتحدة لمكافحة الفساد، وتجريم رشوة موظفي الدولة، ووضع قوانين تنظَّم سلوكيات عملهم، واتخاذ التدابير المناسبة لتقليل حدوث تضارب المصالح، وتطبيق قوانين ولوائح مكافحة الفساد على أرض الواقع، وإشراك المنظمات الخاصة في مكافحة الفساد.

### حقوق الإنسان
تنص الشراكة العابرة للمحيط الهادئ وفقًا لما ذكره مكتب الممثل التجاري الأمريكي على حظر كلًا من عمالة الأطفال، والعمالة القسرية، وتضمن الحق في التفاوض الجماعي مع أصحاب العمل، وتحظر ممارسة التمييز في التوظيف. كما أكَّد مكتب الممثل التجاري على ما خلصت إليه الأبحاث التي أجرتها منظمة العمل الدوليَّة، ومنظمة التجارة العالميَّة في أنَّ الجمع ما بين فرص التجارة الموسَّعة مع ضمان حمايات قويَّة للعمَّال يمكن له مساعدة العمَّال على الانتقال من أعمال غير رسميَّة إلى وظائف رسميَّة في قطاعات التصدير المنظَّمة ذات الأجور المُعتبرة، التي تقدم حدًا أدنى للأجور، ومزايا عمل، وإجراءات لضمان سلامة العامل. وفي هذا الصدد أشار مكتب الممثل إلى ما أظهرته الأبحاث من تحسين التجارة لأوضاع حقوق الإنسان من خلال تعزيزها للمؤسسات التعدديَّة، ورفعها من عمليات التبادل المفتوح للمعلومات.
اعتبر المختصون من موقع بوليتيفاكت تصريح أوباما حول الدور الذي لعبته الشراكة العابرة للمحيط الهادئ من ناحية تحسين أوضاع حقوق الإنسان بقوله: «لدينا بلدان مثل ماليزيا بذلت جهودًا جادة حقًا من أجل القضاء على الاتّجار بالبشر»، باعتبار صحيحًا إلى حد كبير حيث بدأت ماليزيا بالفعل الامتثال بما نصَّ عليه الاتفاق في يونيو عام 2015 من خلال تعديلها لقوانينها حتى تضمن معاملة أفضل لضحايا الاتّجار بالبشر. كان من بين التغييرات التي أقَّرتها ماليزيا في هذا الشأن توفيرها ملاجئ حكوميَّة وإسكانًا انتقاليًا للضحايا، فضلًا عن إجراءات إرجاع أكثر وديَّة. كما اتخذت السلطات الماليزيَّة خطوات لوقف الاتّجار بالبشر في قطاع التشييد والإعمار.
في أغسطس عام 2017، نقلت وكالة رويترز عن قيام الحكومة الفيتناميَّة بتكثيف حملاتها القمعيَّة وانتهاكاتها لحقوق الإنسان، ويرجع السبب في ذلك جزئيًا إلى قرار إدارة ترامب القاضي بالانسحاب من الشراكة العابرة للمحيط الهادئ. كان لعضوية فيتنام في الاتفاق أن لعبت دورًا في تشجيع الحكومة على تحسين وضع حقوق الإنسان في البلاد.

### الملكية الفكرية
حدَّد الباب الخاص بالملكية الفكريَّة في المسودة المسرَّبة من الاتفاق حدًا أدنى من الحماية وجب خلاله على الأعضاء ضمان حماية العلامات التجاريَّة، وحقوق التأليف والنشر، وبراءات الاختراع. يتمتع العمل بحماية طيلة فترة حياة المؤلِّف يُضاف عليها سبعين عامًا. كما يشترط الاتفاق على الدول الأطراف فرض مجموعة من العقوبات الجنائيَّة على مخالفات حقوق التأليف والنشر مثل التجاوزات التي تكتشفها تقنيات ونظم إدارة الحقوق الرقميَّة.
أشار مكتب الممثل التجاري الأمريكي إلى ما قد يلعبه اتفاق الشراكة العابرة للمحيط الهادئ من دور هام في تحفيز الابتكار والإبداع من خلال إلزام الموقِّعين على تحديد معيار عالٍ لأهلية منح براءات الاختراع، وتبني ضوابط قويَّة تحمي حقوق التأليف والنشر.
يرى أستاذ الاقتصاد في الجامعة الأمريكيَّة والتر بارك، بالاستناد إلى المؤشرات المتاحة، إسهام الحمايات الصيدلانيَّة التي يكفلها الاتفاق في العمل على تعزيز الترخيص غير الارتباطي في البلدان الناميَّة، ويقود إلى عمليات نقل للتقانة التي ستسهم في الرفع من مستوى التعلم المحلي عن طريق الممارسة، وتحفيز إطلاق أدوية جديدة في المزيد من البلدان، وتوسع شبكات التسويق والتوزيع، وتشجع على الابتكارات الصيدلانيَّة في مراحلها المُبكِّرة.
اعتبارًا من ديسمبر عام 2011، لاقت بعض الأحكام المتعلقة بتطبيق قوانين براءات الاختراع وحقوق التأليف والنشر انتقادات باعتبارها تقييِديَّة لدرجة كبيرة تتجاوز في شدتها ما تنصُّ عليه اتفاق التجارة المُبرمة بين كوريا الجنوبيَّة والولايات المتَّحدة، واتفاقية مكافحة التزوير التجاري. هذا وقد زُعِم ورود هذه الأحكام في الاقتراح الأمريكي للاتفاق.
وجَّهت مؤسّسة التّخوم الإلكترونيَّة انتقادات شديدة لمسودة الباب المسرَّبة من الاتفاق والتي تُعنى بجوانب الملكية الفكريَّة مغطيةً كلًا من حقوق النشر، والعلامات التجاريَّة، وبراءات الاختراع. اعتقدت المؤسسة أن يؤدي الاتفاق في الولايات المتَّحدة إلى ترسيخ الجوانب المثيرة للجدل من قانون حقوق النشر الأمريكي (مثل قانون الألفية للملكية الرقمية). فضلًا عن تقييده لقدرة الكونغرس على المشاركة في سن إصلاحات للقانون المحلي حتى تظل مواكبة لمتطلبات الملكية الفكريَّة المتغيرة والمتطورة باستمرار وقطاع التكنولوجيا المبتكرة. يتطلب توحيد الموقِّعين الآخرين لأحكام حقوق النشر في بلدانهم إجراء تغييرات كبيرة على قوانين حقوق النشر في تلك الدول. يتضمن بلوغ هذا الهدف وفقًا لمؤسّسة التّخوم الإلكترونيَّة، التزام الدول الأطراف بتوسيع فترات حقوق النشر، وتطبيق قيود على الاستعمال العادل، وفرض عقوبات جنائيَّة على منتهكي حقوق التأليف والنشر الذين يقومون بالمخالفة دون وجود دافع تجاريّ (مثل مشاركتهم لملفات وسائط رقمية محمية بحقوق التأليف والنشر على الإنترنت)، وزيادة المحاسبة القانونيَّة المترتبة على وسطاء الإنترنت، والرفع من مستوى سبل الحماية المكفولة للأقفال الرقمية، والخروج بتهديدات جديدة للصحفيين وكاشفي الفساد.
لم تثمر الجهود الساعيَّة في السابق لإقرار قوانين لتوسيع شروط حقوق التأليف والنشر، وبند عدم الإذعان (اتخاذ السلطات المختصة للإجراءات القانونيَّة المناسبة دون الحاجة إلى تقديم شكوى رسميَّة) في اليابان بسبب القدر الكبير من الجدل الذي كانت قد أثارته. وفي مطلع عام 2015، وجَّهت مجموعة من الفنانين وأمناء الأراشيف والأكاديميين والنشطاء اليابانيين دعوة إلى ممثلي بلادهم بمعارضة الشروط الواردة في الاتفاق التي ستفرض على اليابان وخمسة دول أخرى توسيع المدة الملزمة لسريان حقوق النشر الخاصة بها حتى تتطابق مع الفترة الأمريكيَّة التي يعتبرها البعض طويلة. ومع ذلك فقد حدَّد الاتفاق النهائي فترة استمرار حقوق التأليف والنشر بما يتوافق مع القانون الأمريكي لمدة تستمر طوال بقاء صاحب العمل على قيد الحياة يُضاف عليها سبعين عامًا بعد وفاته.
عبَّر فنان المانغا الياباني كين أكاماتسو عن قلقه من تدمير الاتفاق لقانون الأعمال المنشورة ذاتيًا (الدوجينشي)، والشائع استخدامه والعمل به في اليابان ما قد يلحق ضررًا شاملًا في مجال صناعة القصص المصورة اليابانيَّة (المانغا).

#### الصناعة الدوائية
في مايو عام 2015، أعرب عالم الاقتصاد الأمريكي الحائز على جائزة نوبل بول كروغمان عن قلقه حيال تشديد اتفاق الشراكة العابرة للمحيط الهادئ لقوانين براءات الاختراع وتمكينه للشركات الكبرى مثل عمالقة صناعة الأدوية وشركات إنتاج السينمائي الكبرى من الاستئثار بقدر أكبر من المميزات على حساب المستهلك. كما توقع كروغمان تعسير الاتفاق (في حال تطبيقه) من إمكانية الحصول على أدوية هذه الشركات في البلدان الناميَّة. أمَّا أستاذ الاقتصاد في الجامعة الأمريكيَّة والتر بارك فلم يكن متأكدًا من حدوث هذا الأمر بالضرورة بناءً على البحوث الاقتصادية حيث لم يكن من شأن إيضاح حقوق الملكية الفكريَّة الخاصة بالأدوية لبعض البلدان الناميَّة إلى ارتفاع أسعارها أو الخفض من توافرها في الأسواق. كما توقع بارك بالاستناد على المؤشرات الأكاديميَّة المتاحة احتمالية تعزيز الحمايات القانونيَّة الدوائيَّة الواردة في الاتفاق من الترخيص غير الارتباطي في البلدان الناميَّة، ويقود إلى عمليات نقل للتقانة التي ستسهم في الرفع من مستوى التعلم المحلي عن طريق الممارسة، وتحفيز إطلاق أدوية جديدة في المزيد من الدول، وتوسع شبكات التسويق والتوزيع، وتشجيع الابتكارات الدوائيَّة في المراحل الأولى من تطويرها. أشار مكتب الممثل التجاري الأمريكي إلى التزام اتفاق الشراكة العابرة للمحيط الهادئ بإعلان الدوحة حول اتفاقية تريس والصحة العامة، مما يتيح للبلدان الناميَّة التحايل على الحقوق القانونيَّة الخاصة ببراءات الاختراع مقابل تحسين توافر الأدوية الأساسيَّة في أسواقها.
انتقدت شركات الأدوية ما اعتبرته تساهل الاتفاق كثيرًا تجاه قضية حماية وصون الملكية الفكريَّة.
في يوليو عام 2015، أشارت افتتاحية في دورية نيو إنغلاند جورنال أوف ميديسين من المخاوف التي عبَّرت عنها منظمتي أوكسفام وأطباء بلا حدود عن تهدد حياة ملايين الأشخاص بسبب ارتفاع أسعار الأدوية نتيجة تشديد وتوسيع الحمايات القانونيَّة لبراءات الاختراع الدوائيَّة. من شأن توسيع أحكام «امتياز البيانات» منع وكالات التنظيم الدوائيَّة مثل إدارة الغذاء والدواء من تسجيل النسخة المكافئة لأي دواء جديد لعدد محدَّد من السنوات. وضعت المقالة احتمال فرض الاتفاق لمبالغ تعويضيَّة تُسدَّدَ لشركات الأدويَّة مقابل «ضياع في الأرباح» نتيجة ما قد تتسبب به اللوائح الصحيَّة في أحد البلدان. كما خلصت المقالة إلى استهداف أحكام الاتفاق الخاصة بالأدوية المكافئة قطاع صناعة الأدوية الهندي استهدافًا مباشرًا لا لبس فيه. في نوفمبر عام 2015، عبَّرت منظمة أطباء بلا حدود عن قلقها البالغ إزاء تضمين هكذا أحكام خطيرة من شأنها تفكيك ضمانات الصحة العامة التي يصونها القانون الدولي، والحد من توافر العقاقير المُكافئة منخفضة التكاليف لملايين الناس. نشرت رابطة الصحة العامة الأستراليَّة بيانًا إعلاميًا في شهر فبراير من عام 2014، شدَّدت فيه على «الطرق التي يمكن فيها للنتائج الصحيَّة المترديَّة أن تقوَّض بعضًا من المكاسب الاقتصاديَّة المتوقَّعة من اتفاق الشراكة العابرة للمحيط الهادئ، والتكاليف الاقتصاديَّة المرتبطة بهذه النتائج الصحيَّة المترديَّة».
أبدى عدد من أعضاء الكونغرس الأمريكي قلقهم إزاء توافر الدواء في حال تطبيق الاتفاق. وكان من بين هؤلاء كلًا من عضو مجلس الشيوخ المستقل عن ولاية فيرمونت بيرني ساندرز، وأعضاء مجلس النواب ساندر لفين، وجون كونيرز، وجيم مكديرمت، وهنري واكسمان، وجون لويس، وتشارلز رانغل، وإيرل بلومناور، ولويد دوغت، وبيت ستارك. خشي الأخيرون كيف يمكن أن يتأثر توافر الأدوية بأسعار معقولة للمرضى في دول العالم الناميّ (ولا سيما فيتنام) تأثرًا سلبيًا، نتيجة فرض الاتفاق لتوسعات على براءات الاختراع بهدف حماية الملكية الفكريَّة. كما أعربوا عن قلقهم من عدم تمتع الاتفاق بالمرونة الكافيَّة التي تخوله من استيعاب برامج تعويضات الدواء غير التمييزية، والأنظمة الصحيَّة المختلفة للبلدان الأعضاء. في فبراير عام 2015، أعلن وزير العمل الأمريكي السابق روبرت رايش عن معارضته لاتفاق الشراكة العابرة للمحيط الهادئ لسببين اثنين أولهما هو ما سيتسبب به الاتفاق من تأخير في توافر نسخ الأدوية المكافئة الأقل كلفة، وثانيهما هو أحكام الاتفاق أمام المحاكم الدوليَّة التي ستُمكِّن الشركات من طلب تعويضات ماليَّة عن أي «أرباح مفقودة» نتيجة ما قد تتسبب به اللوائح الصحيَّة لبلد ما.

### آلية التحكيم ما بين الدولة والمستثمر
وضع اتفاق الشراكة العابرة للمحيط الهادي آلية ليمكن عبرها تسوية أي نزاع حاصل بين إحدى الدول والمستثمرين. يتمتع المستثمرون بموجب هذه الآلية من حق مقاضاتهم لأي حكومة أجنبيَّة من بين الدول الأعضاء في الاتفاق في حالت أخلت تلك الحكومة ببند من بنود المعاهدة. على سبيل المثال، إذا استثمرت شركة ما في دولة كانت عضوًا في معاهدة تجارية، وانتهكت هذه الدولة المعاهدة التي أمضت عليها، فيمكن للمستثمر أن يقاضي حكومة تلك الدولة نتيجة خرقها هذا. الهدف من هذه الآلية هي أنَّها تعمل على ضمان حمايات قانونيَّة أساسيَّة للمستثمرين في البلدان الأجنبيَّة مثل منع ممارسة الحكومات للتمييز بحقهم، وحماية المستثمر الأجنبي من التعرض لمصادرة الممتلكات دون تعويضه على خسارته، والحماية من عدم احقاق حق المستثمر في ذلك البلد، والحق في نقل رأس المال.
- الحرية من التمييز: يعني ضمان حق المستثمرين ممن لديهم أعمال تجاريَّة في دولة أجنبيَّة بتكافؤ الفرص في ذلك البلد، وعدم معاملتهم بشكل أقل تفضيلًا عن منافسيهم من المستثمرين المحليين أو منافسيهم من البلدان الأخرى.
- الحماية من مصادرة الممتلكات دون تعويض عن الخسارة: ضمان عدم مصادرة الحكومة الأجنبيَّة لممتلكات المستثمرين دون تعويض عادل ومنصف.
- حماية المستثمر من عدم احقاق الحق: ضمان عدم حرمان المستثمرين من احقاق العدالة المنصفة في المعاملات القضائيَّة الجنائيَّة أو المدنيَّة أو الإداريَّة.
- حق المستثمر في نقل رأس المال: ضمان حق المستثمرين في نقل رؤوس الأموال المرتبطة باستثماراتهم بحرية مع خضوعها لضمانات توفيرًا للمرونة الحكومية، من ضمنها الاستجابة للأزمات الماليَّة وضمان نزاهة واستقرار النظام المالي.

لا يستطيع التحكيم القانوني ما بين الدولة والمستثمر أن يطلب من الحكومة المخالفة لاتفاق التجارة إسقاط أي قوانين محليَّة (على عكس منظَّمة التجارة العالميَّة)، ولكن يمكن للتحكيم إصدار أوامر قضائية بمنح تعويضات ماليَّة للمستثمرين المتضررين سلبًا من هكذا قوانين. يشترط التحكيم وجود انتهاكات محدَّدة أخلت عبرها الدولة بالمعاهدة حيث لا يمكن للشركات المقاضاة بداعي «ضياع الأرباح» وحسب.
تستثني الشراكة العابرة للمحيط الهادئ شركات التبغ من آلية التحكيم القانوني ما بين الدولة والمستثمر. جاء هذا الاستبعاد استجابة للمخاوف بشأن وجود دعاوى قضائيَّة رفعتها شركات التبغ على قوانين مكافحة التدخين مثل الدعوى التي رفعتها شركة فيليب موريس للتبغ على حكومة الأوروغواي. كان إقصاء شركات التبغ من اتفاق الشراكة الأول من نوعه على مستوى اتفاقات التجارة الدوليَّة.
انتقد كل من عالمي الاقتصاد جوزيف ستيغليتز وآدم هيرش شروط وأحكام التحكيم الخاصة بالاتفاق حيث اعتبراها تدخلًا في قدرة الحكومات على درء الأذى العام. أعطى ستيغليتز وهيرش مثالًا شرحا فيه كيف أنَّه لما استطاعت الحكومات سنَّ لوائح تنظيميَّة للأسبست على افتراض اكتشافه في الوقت الحاضر دون مواجهتها لدعاوى تحكيميَّة. كما أدَّعى ستيغليتز أن الاتفاق من شأنه تمكين شركات النفط من مقاضاة الحكومات بدعوى سنِّها لقوانين تقلَّل من انبعاثات الكربون وآثار الاحتباس الحراري.
في نوفمبر عام 2015، خلص الأستاذ في جامعة كولومبيا جيفري ساكس إلى أنَّ آلية التحكيم الخاصة باتفاق الشراكة العابرة للمحيط الهادئ تمنح المستثمرين صلاحيات واسعة، وتضر بالنظم القضائيَّة في جميع الدول الأعضاء. أدَّعى ساكس أنَّ الشركات الضخمة قامت بالفعل باستغلال آلية التحكيم ضد الحكومات بهدف إضعاف اللوائح والقوانين التي تُقلِّل من أرباحها. في فبراير عام 2016، زعم كلٌ من ليز جونسون وليزا ساكس من مركز كولومبيا للاستثمار المستدام، وجيفري ساكس من معهد الأرض إلى أنَّ الاتفاق يُمَكِّن الشركات الأجنبيَّة من مقاضاة الحكومات من خلال آلية التحكيم الدولي في حال كانت إجراءات حكومة ما (سواء في مجالات الصحة العامة، والأمن القومي، وحماية البيئة، والغذاء، والدواء والاستجابة للأزمات الاقتصادية) لها تأثير سلبي على أرباح هذه الشركات أو مصالحها الاقتصاديَّة. عبَّرت لوري والاش من هيئة متابعة شؤون التجارة في منظمة المواطن العالمي عن قلقها إزاء نفس الأمر حين كانت مفاوضات الاتفاق تجري على قدمٍ وساق.
في فبراير عام 2016، عبَّرت عضو مجلس الشيوخ الديمقراطيَّة عن ولاية ماساتشوستس إليزابيث وارن في عمود رأي عن معارضتها للاتفاق. استشهدت وارن في مثال عن أحكام آلية التحكيم التي ينص عليها الاتفاق بقيام شركة فرنسيَّة بمقاضاة مصر بدعوى رفع الأخيرة للحد الأدنى من الأجور. بيدَّ أنَّ هيئة تحرير صحيفة واشنطن بوست فنِّدت توصيف وارن للقضية حيث ما حصل في واقع الأمر هو أنَّ شركة فيوليا الفرنسيَّة (وهي شركة مختصة بإدارة المخلفات) استندت على التحكيم لتطبيق عقد كانت قد أبرمته مع حكومة مدينة الإسكندرية ينص على تعويض الحكومة لها في حال ما زادت الأعباء والتكاليف التي تتحملها الشركة. أكدت الشركة بأن رفع الأجور أدَّى إلى هذا الحكم. أشارت الصحيفة في تفنيدها كيف عملت فيولا مع سلطات الإسكندرية على مشروع بيئي بدعم من البنك الدولي للحد من انبعاثات الغازات الدفيئة، ولم يكن الأمر (كما أدَّعت وارين) خطة لاستغلال الناس. كان من شأن القضية في حال فازتها فيولا منح تعويض مالي للشركة عن خسائرها لا أكثر، وليس إسقاط قانون الحد الأدنى للأجور.
عبَّر مكتب الممثل التجاري الأمريكي عن اختلافه مع الرأي القائل بتحدي آلية التحكيم للقدرة السيادية التي تتمتع بها الحكومات لفرض أي إجراء تريده من أجل حماية حقوق العمَّال أو البيئة أو غيرها من القضايا التي تصب في خدمة الصالح العام. كذلك أشارت رابطة المحامين الدولية إلى الدور الذي تلعبه المعاهدات الاستثماريَّة في الحد من قدرة الدول على انتهاج سياسة تعسفيَّة أو تمييزيَّة، وقالت أنَّ هذه المعاهدات لا تُقيِّد (بل إنَّها تحمي) حق الدولة السيادي في سن اللوائح والقوانين من أجل خدمة الصالح العام بطريقة عادلة ومعقولة وغير تمييزية. أشار البيت الأبيض إلى وجود أكثر من ثلاثة آلاف اتفاق تجاري يتضمن حمايات قانونيَّة تحمي حقوق المستثمرين. وأنَّ الغالبية الساحقة هذه الحمايات تنطوي على شكل من أشكال التحكيم المحايد. الولايات المتَّحدة هي نفسها طرف في نحو خمسين اتفاق تجاري ينطوي على آلية تحكيميَّة، ولم تواجه سوى ثلاثة عشر دعوى تحكيميَّة لم تخسر أيًا منها. أكَّد البيت الأبيض على كون الأحكام التحكيميَّة الخاصة باتفاق الشراكة العابرة للمحيط الهادئ ترقيةً وتحسينًا من الآليات التحكيميَّة الخاصة باتفاقات التجارة الأخرى حيث يضمن الاتفاق تَمكُّن الحكومات من وضع اللوائح والقوانين التي تصب في خدمة الصالح العام (وهذا يشمل مجالات الصحة والسلامة والبيئة). كما يكفل الاتفاق رفض الاستماع إلى الادعاءات الركيكة وغير المقنعة بسرعة، ويفرض رسومًا على المُدَّعي لردع مثل هكذا دعاوى. كما ستمنع الشركات الوهميَّة من التمتع بالحمايات الخاصة بالمستثمرين، وستكون إجراءات التحكيم بموجب الاتفاق مفتوحة أمام عامة الناس، فضلًا عن سماحها بتقديم مدخلات من غير الأطراف.
اعتبر معهد بيترسون للاقتصاد الدولي أحكام التحكيم الخاصة باتفاق الشراكة العابرة للمحيط الهادئ تحسنًا كبير عن تلك الموجودة في الاتفاقات السابقة. لاحظ المعهد إلى احترام الآلية التحكيميَّة للوائح البيئيَّة والصحيَّة وتلك الخاصة بالسلامة، وضمانها للشفافية في إجراءات حل النزاع، فضلًا عن إقصائها للمفاضلة في انتقاء المحاكم. أكَّد المعهد «عدم تفضيل قطاع الأعمال الأمريكي بصورة عامة لبعض الاستحداثات في أحكام التحكيم الموجودة بالاتفاق.» اعتبر المعهد هذه الأحكام ضرورية بسبب الدور الذي تلعبه في تعزيز الاستثمار: «كشفت الأدلة التجريبيَّة عن الأثر الإيجابي الذي تؤديه أحكام هذه المعاهدات على تدفق الاستثمار الأجنبي المباشر بين الدول الموقِّعة». أبدى المعهد معارضته للقائلين بعدم نزاهة المُحكِّمين، مشيرًا إلى أداء المُحكِّمين لقسم الحياد، وتمتع طرفي كل قضية بحرية اختيارهم للمُحكِّمين. كما أضاف معهد بيترسون إلى أنَّ الاتفاق يرفع من مستوى شفافية قضايا التحكيم بالمقارنة مع مستويات السرية في آليات تحكيم اتفاقات أخرى.
فازت الدول نسبة أعلى من دعاوى التحكيم بين الدولة والمستثمر بحسب ما ذكرته رابطة المحامين الدوليَّة. وفقط ثلث جميع قضايا التحكيم تنتهي بتسوية. حصل المستثمرون المدعون الذين فازوا في قضاياهم بالمتوسط على أقل من نصف المبالغ التي طالبوا بها. وأشارت الرابطة إلى أن نسبة الشركات الضخمة متعددة الجنسيات المشاركة في دعاوى تحكيميَّة لا تشكل سوى ثمانية بالمئة فقط من مجموع إجراءات التحكيم. كذلك عبَّرت الرابطة عن عدم اتفاقها مع الرأي القائل بتحيز آلية التحكيم ضد الدول الناميَّة حيث أشارت إلى «عدم وجود علاقة بين معدلات نجاح المطالبات ضد الدول ومستويات الدخل أو وضع التنمية فيها.» شدَّدت رابطة المحامين الدوليَّة على أهمية الدور الذي تلعبه آلية التحكيم وفض النزاع بين الدولة والمستثمر حتى في الدول المتمتعة بأنظمة قانونيَّة محليَّة متطورة لأن تلك المحاكم تصدر أحامها وفقًا للقوانين المحليَّة وليس تِبعًا للقانون الدولي. وأخيرًا فقد أشارت الرابطة إلى النزعة المتزايدة بتحمل الطرف الخاسر تسديد تكاليف التحكيم والأتعاب القانونية المترتبة عنه للطرف الفائز، وهو الأمر الذي يمنع المستثمرين من رفع دعاوى لا مبرر لها.

## وصلات خارجية
- النص الكامل لاتفاق الشراكة العابرة للمحيط الهادئ (ملف مضغوط) (بالإنجليزية)
- نسخة من النص يمكن إجراء البحث ضمنها (بالإنجليزية)